# Tchamba
Tchamba – miasto w Togo (region Centre); według danych szacunkowych na rok 2020 liczy 25 668 mieszkańców.